# Olesia Zykina
Olesia Zykina (ros. Олеся Николаевна Зыкина; ur. 7 października 1980 w Kałudze) – rosyjska lekkoatletka, specjalistka od sprintów i biegów średniodystansowych. Srebrna i brązowa medalistka olimpijska w sztafecie 4 x 400 m, 3-krotna medalistka mistrzostw świata, 6-krotna medalistka halowych mistrzostw świata, 2-krotna medalistka mistrzostw Europy.

## Sukcesy

### Igrzyska olimpijskie
| Miejsce | Dzień       | Rok  | Miejscowość | Konkurencja        | Czas biegu  | Strata   | Zwycięzca         |
| ------- | ----------- | ---- | ----------- | ------------------ | ----------- | -------- | ----------------- |
| brąz    | 30 września | 2000 | Sydney      | sztafeta 4 x 400 m | 3:23,46 min | + 0,84 s | Stany Zjednoczone |
| srebro  | 28 sierpnia | 2004 | Ateny       | sztafeta 4 x 400 m | 3:20,16 min | + 1,15 s | Stany Zjednoczone |

### Mistrzostwa świata
| Miejsce | Dzień       | Rok  | Miejscowość | Konkurencja        | Czas biegu  | Strata   | Zwycięzca                |
| ------- | ----------- | ---- | ----------- | ------------------ | ----------- | -------- | ------------------------ |
| 6.      | 7 sierpnia  | 2001 | Edmonton    | bieg na 400 m      | 50,93 s     | + 1,07 s | Amy Mbacké Thiam         |
| brąz    | 12 sierpnia | 2001 | Edmonton    | sztafeta 4 x 400 m | 3:24,92 min | + 4,27 s | Jamajka                  |
| 6.      | 27 sierpnia | 2003 | Paryż       | bieg na 400 m      | 50,59 s     | + 1,70 s | Ana Guevara              |
| srebro  | 31 sierpnia | 2003 | Paryż       | sztafeta 4 x 400 m | 3:22,91 min | + 0,28 s | Stany Zjednoczone        |
| 6.      | 10 sierpnia | 2005 | Helsinki    | bieg na 400 m      | 51,24 s     | + 1,69 s | Tonique Williams-Darling |

### Mistrzostwa Europy
| Miejsce | Dzień       | Rok  | Miejscowość | Konkurencja        | Czas biegu  | Strata   | Zwycięzca |
| ------- | ----------- | ---- | ----------- | ------------------ | ----------- | -------- | --------- |
| złoto   | 8 sierpnia  | 2002 | Monachium   | bieg na 400 m      | 50,45 s     | -        | -         |
| srebro  | 11 sierpnia | 2002 | Monachium   | sztafeta 4 x 400 m | 3:25,59 min | + 0,49 s | Niemcy    |

### Halowe mistrzostwa świata
| Miejsce | Dzień    | Rok  | Miejscowość | Konkurencja        | Czas biegu  | Strata   | Zwycięzca       |
| ------- | -------- | ---- | ----------- | ------------------ | ----------- | -------- | --------------- |
| brąz    | 11 marca | 2001 | Lizbona     | bieg na 400 m      | 51,71 s     | + 0,67 s | Sandie Richards |
| złoto   | 11 marca | 2001 | Lizbona     | sztafeta 4 x 400 m | 3:30,00 min | -        | -               |
| złoto   | 16 marca | 2003 | Birmingham  | sztafeta 4 x 400 m | 3:28,45 min | -        | -               |
| złoto   | 9 marca  | 2008 | Walencja    | bieg na 400 m      | 51,09 s     | -        | -               |
| złoto   | 9 marca  | 2008 | Walencja    | sztafeta 4 x 400 m | 3:28,17 min | -        | -               |

### Halowe mistrzostwa Europy
| Miejsce | Dzień     | Rok  | Miejscowość | Konkurencja        | Czas biegu  | Strata   | Zwycięzca      |
| ------- | --------- | ---- | ----------- | ------------------ | ----------- | -------- | -------------- |
| złoto   | 27 lutego | 2000 | Gandawa     | sztafeta 4 x 400 m | 3:32,53 min | -        | -              |
| brąz    | 3 marca   | 2007 | Birmingham  | bieg na 400 m      | 51,69 s     | + 1,67 s | Nicola Sanders |
| srebro  | 4 marca   | 2007 | Birmingham  | sztafeta 4 x 400 m | 3:28,16 min | + 0,33 s | Białoruś       |

## Rekordy życiowe
Stadion
- 100 m – 11,84 s (1998)
- 200 m – 22,55 s (2005)
- 400 m – 50,15 s (2001)

Hala
- 200 m – 23,28 s (2008)
- 400 m – 51,09 s (2008)